# 디오도토스 1세 소테르

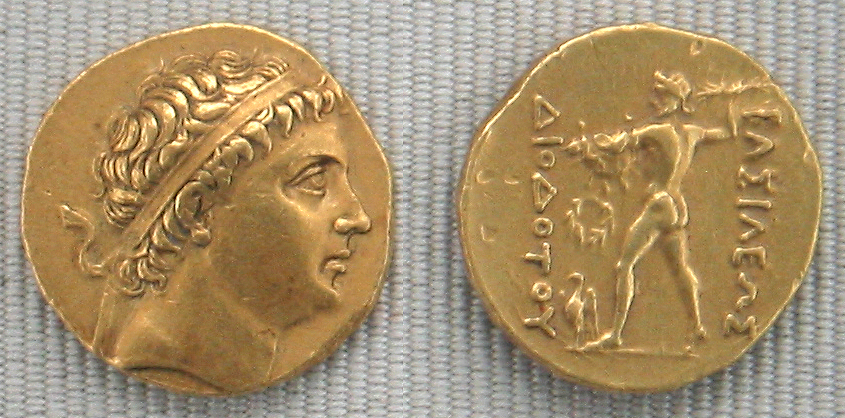
디오도토스의 금화 기원전 250년

디오도토스 1세 소테르(그리스어: Διόδοτος Α' ὁ Σωτήρ)는 셀레우코스 제국의 박트리아 사트라프로 기원전 255년경 안티오코스 2세에 대항하여 반란을 일으켰다. 이때 셀레우코스 제국의 박트리아, 소그디아나와 마르기아나의 군사적 총독 디오도토스(테오도토스)는 프톨레마이오스 이집트와 싸우던 셀레우코스 제국의 안티오코스 2세에게서 독립하고자 하였다. 디오도토스는 셀레우코스 제국에서 독립을 쟁취하였다.
디오도토스는 동시대의 이웃 아마도 파르티아 총독 안드라고라스와 동맹이었다. 안드라고라스는 같은 시기에 셀레우코스 제국에서 독립을 선포하였다.
그리고 그리스-박트리아 왕국의 창건자가 되었다. 디오도토스는 박트리아의 천 도시의 총독으로 스스로를 왕으로 포고하였다. 이름은 분명히 그가 사용한 소테르라는 직위와 관련이 있었다. 그의 권력은 이웃 지방으로 팽창하였다. 박트리아가 반란케한 그리스인은 나라의 비옥함으로 강력하게 성장하여 아리아나뿐만 아니라 북서부 인도의 제왕이 되었다. 그들의 도시는 박트라, 다랍사 그리고 다른 여러 도시가 있었다. 그중에는 지배자의 이름을 딴 에우크라티디아도 있었다. 새로운 왕국은 동방의 도시화된 부유한 왕국으로 고려된다. 그것은 동서쪽으로 영토가 팽창하였다.
그리스-박트리아의 유물로 디오도토스의 금화, 은화와 동전이 있는데 그중 약간은 안티오코스의 이름으로 주조되었다. 셀레우코스 제국의 권력이 약화되고 프톨레마이오스의 공격으로 동부지방과 그리스 지방은 유목민족의 공격에 계속 노출되었고 파괴되었다. 그리하여 독립 왕국의 일어남은 그리스에 필요하였고 유리하였다. 디오도토스 소테르는 후대의 그리스-박트리아 왕이 그를 기념하여 주조되었다.

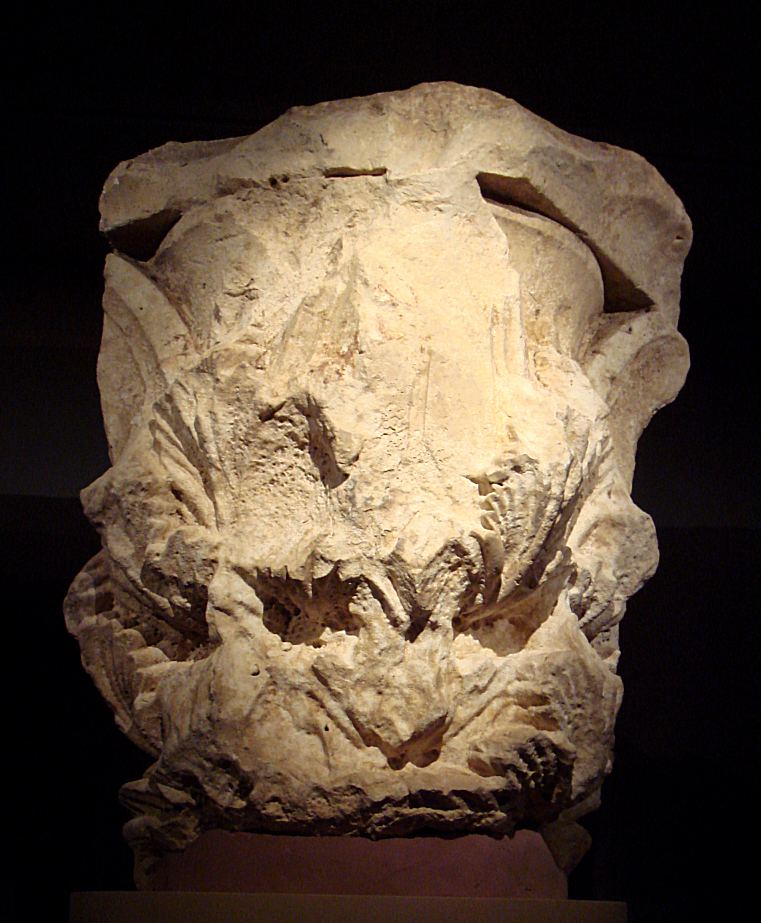
고대 박트리아의 수도 발크의 그리스 유적